# Гідрогеологія Німеччини
У ФРН розташовані зах. частина Північно-Німецького артезіанського басейну, Мюнстерський і Південно-Німецький басейни та гірничо-складчасті гідрогеол. структури Рейнських Сланцевих гір, Тевтобурзького Лісу, Франконського і Швабського Альбу. Головна тенденція — порівняно багаті підземними водами північні райони країни і порівняно бідніші південні гористі.
Гол. горизонти прісних вод в Мюнстерському бас. пов'язані з пісками і вапняками сантону і сеноман-туронськими вапняками. Ефективна пористість піщаних відкладів сантону 18-22%, коеф. фільтрації до 102 м/с, ресурси підземних вод 190х106 м³/рік, запаси 17х109 м³. Ресурси прісних підземних вод в закарстованих вапняках сеноман-турону значні, сумарний дебіт числ. джерел понад 10 M³/С. Кордон розділу між прісними і солоними водами проводиться по ниж. кордону мергелей, на положення яких істотно впливають шахтні роботи, напр. в Рурі. У Південно-Німецькому басейні гол. водоносні горизонти пов'язані з вапняками сер. тріасу, верх. юри — крейди і четвертинним алювієм. У відкладах сер. тріасу, де прісні води формуються в зонах інтенсивної тріщинуватості і закарстованості, сер. дебіти колодязів і свердловин 5 л/с, макс. до 40 л/с, витрати джерел від 1-5 до 200 л/с, рідше 0,4 M³/С. Експлуатаційні ресурси вод на окр. ділянках 12-70 л/с. Води прісні, магнієво-кальцієві. В місцях розвитку гіпсовоносних порід мінералізація вод зростає до 7 г/л, склад змінюється на хлоридно-натрієвий. Водоносність сучасного алювію в долинах pp. Дунай, Неккар, Майн та ін. значна, витрати водозаборів 5-12 л/с. У межах гірських складчастих споруд водоносні горизонти прісних вод формуються в зоні активного водообміну, що охоплює породи різні за віком і складом. На півночі країни (Рейнські Сланцеві гори, Тевтобурзький Ліс та ін.) найбільші ресурси пов'язані з тріщинуватими вапняками і пісковиками, на півдні (Франконський і Швабський Альб) з інтенсивно закарстованими гірських порід верх. юри — крейди, де витрати карстових джерел 10-200 л/с, модуль підземного стоку до 16 л/с км², запаси карстових вод (6-8)106 м³, ресурси до 2х106 м³/рік. Термальні високомінералізовані (20-300 г/л і більше) води з високим вмістом мікрокомпонентів (Br до 1,6-3,9 г/л; Sr до 1,2 г/л та ін.) розвинені в глибоких горизонтах артезіанських басейнів. Розсоли використовуються для пром. цілей. Розсоли і мінер. води — в бальнеології (курорти Баден-Баден, Бад-Заров, Герінґсдорф, Бад-Наухайм, Бад-Емс, Бад-Зюльце, Бад-Зудероде, Бад-Франкенгаузен, Тале та ін.).